# スティーブ・スミス (クリケット選手)
スティーブ・ピーター・デヴァルー・スミス（英: Steven Peter Devereux Smith、1989年6月2日 - ）は、オーストラリア・シドニー出身のプロクリケット選手。オーストラリア代表。ポジションはバッツマン。

## 概要
2010年代を代表するクリケット選手の一人であり、クリケットのバイブルとして知られるウィズデン・クリケッターズ・アルマナックによって、2010年代を代表する5人のクリケット選手の一人に選出された。2015年に世界年間最優秀選手賞であるサー・ガーフィールド・ソバーズ・トロフィーを受賞。